# HD 190984
HD 190984 — звезда в созвездии Павлина на расстоянии около 330 световых лет от нас. Вокруг звезды обращается, как минимум, одна планета.

## Характеристики
HD 190984 относится к звёздам главной последовательности, её масса и диаметр равны 1,53 и 0,91 солнечных соответственно. Она более чем в 2 с половиной раза ярче Солнца и имеет температуру поверхности около 5988 кельвинов.

## Планетная система
В 2009 году командой астрономов было объявлено об открытии планеты HD 190984 b. Открытие было совершено в рамках программы HARPS, вместе с другими 29 планетами. Газовый гигант HD 190984 b по массе превосходит Юпитер в три раза и обращается на расстоянии 5,5 а. е. от родительской звезды. Год на этой планете длится приблизительно 4885 дней.